# Великодубовое (Вольнянский район)
Великодубовое (укр. Великодубове) — село,
Терновский сельский совет,
Вольнянский район,
Запорожская область,
Украина.
Код КОАТУУ — 2321587302. Население по переписи 2001 года составляло 228 человек.

## Географическое положение
Село Великодубовое находится в 4-х км от левого берега реки Плоская Осокоровка и
в 5-и км от левого берега реки Днепр,
на расстоянии в 2,5 км от села Шевченко.
Рядом проходит автомобильная дорога М-18 (E 105).

## История
- Село Великодубовое основано в последней четверти XIX века.